# Kūh-e Chāsht Khvār
Kūh-e Chāsht Khvār (persiska: كوهِ چِست خوار, كوهِ چاست خوار, Kūh-e Chest Khvār, کوه چاشت خوار) är ett berg i Iran.   Det ligger i provinsen Kohgiluyeh och Buyer Ahmad, i den centrala delen av landet, 600 km söder om huvudstaden Teheran. Toppen på Kūh-e Chāsht Khvār är 3 040 meter över havet, eller 697 meter över den omgivande terrängen. Bredden vid basen är 28,2 km.
Terrängen runt Kūh-e Chāsht Khvār är kuperad österut, men västerut är den bergig.Runt Kūh-e Chāsht Khvār är det ganska glesbefolkat, med 45 invånare per kvadratkilometer. Närmaste större samhälle är Eslāmābād-e Mashāyekh, 18,5 km nordväst om Kūh-e Chāsht Khvār. Omgivningarna runt Kūh-e Chāsht Khvār är i huvudsak ett öppet busklandskap.